# Osmizza

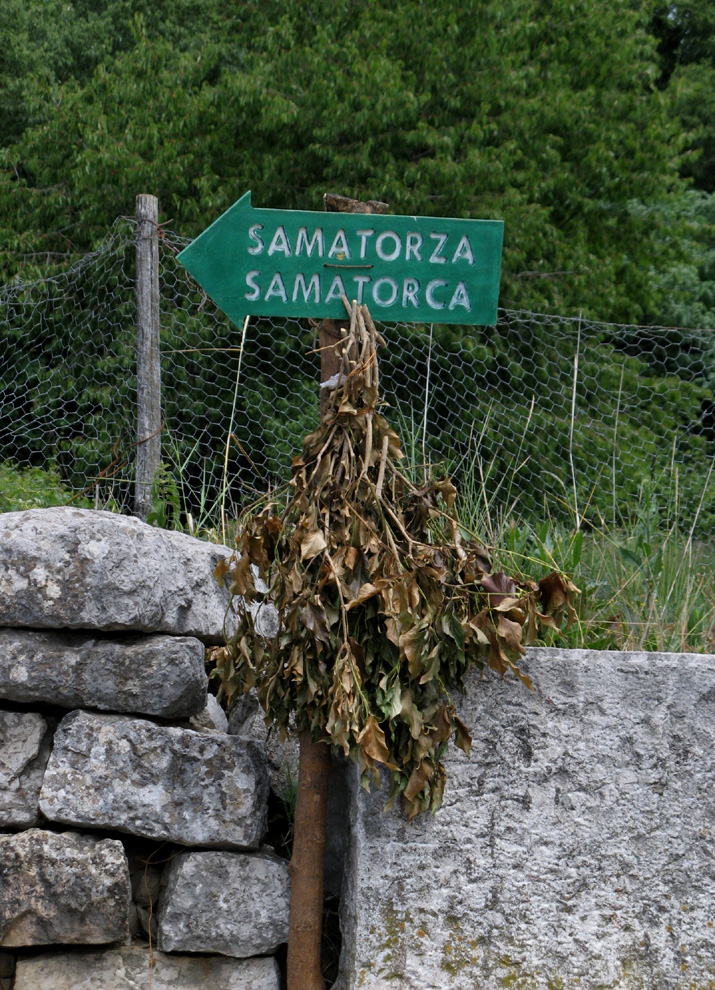
Dwujęzyczny drogowskaz kierujący do gospodarstwa podczas osmizzy

Osmizza – charakterystyczny zwyczaj dla płaskowyżu Carso (region Friuli-Wenecja Julijska we Włoszech), polegający na otwieraniu prywatnych domów (gospodarstw) na krótkie okresy, celem sprzedaży turystom specjałów lokalnej kuchni, zwłaszcza win, serów i wędlin. Produkty proponowane są zarówno do sprzedaży na wynos, jak i spożycia na miejscu. Gospodarstwa, w których trwa osmizza oznacza się specjalnie zdobionymi drogowskazami.
Według długotrwałej tradycji czas otwarcia gospodarstw trwa osiem dni – stąd pochodzi nazwa, czerpana z języka słoweńskiego – osmica.